# Guillaume Apollinairemuseum

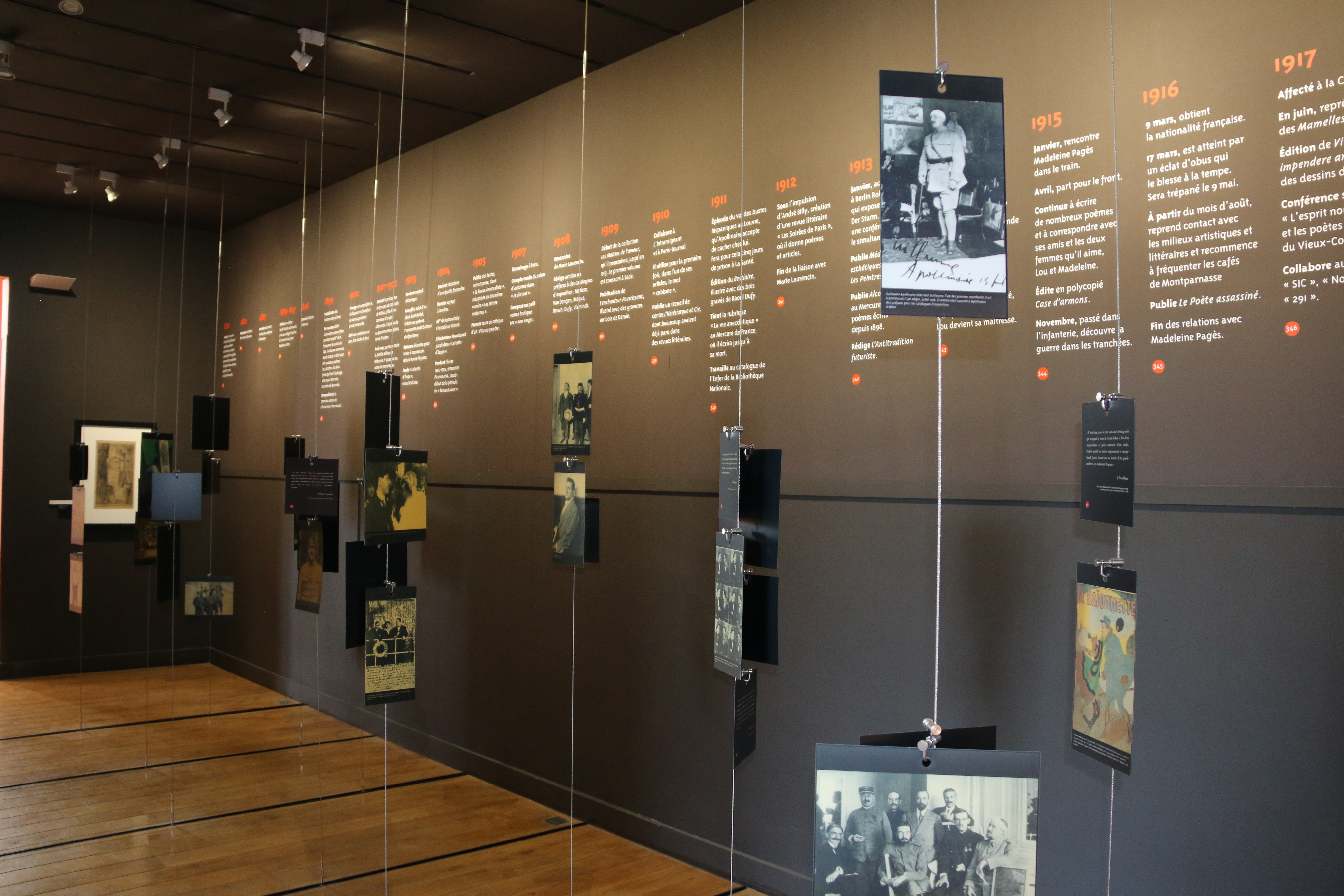
Het Guillaume Apollinairemuseum

Het Guillaume Apollinairemuseum (Frans: Musée Guillaume Apollinaire) is een museum in de abdij van Stavelot.
In het museum wordt het verhaal verteld van de dichter Guillaume Apollinaire, die in 1899 een zomer doorbracht in Stavelot. Aan de hand van historische bronnen en originele manuscripten wordt de levensloop geschetst van Apollinaire. Er wordt ook ingegaan op de werken waar hij inspiratie voor vond in de Ardennen. Ook de blik van tijdgenoten Pablo Picasso, Marc Chagall, Marie Laurencin, Jean Cocteau en Ossip Zadkine komt aan bod.